# Achille Sansi
(Salvatore Fratellini)
Achille Sansi (Spoleto, 13 ottobre 1822 – Spoleto, 5 maggio 1891) è stato uno storico e funzionario italiano.

## Biografia
Nasce a Spoleto da Agnese Facci e Domenico Sansi, discendente di un'antica famiglia spoletina, probabilmente arrivata in Umbria dalla Germania nel 1025, al seguito di Corrado II che le assegna un feudo a Pissignano.
Fin da ragazzo il Sansi mostra propensione allo studio e amore per la cultura. Studia giurisprudenza e si laurea nel 1844 a Pisa con Giovanni Carmignani; studia anche storia, si appassiona alla lingua italiana e diviene erudito cultore delle tradizioni cittadine, adoperandosi per il recupero delle memorie locali. 
Di origine patrizia, con il titolo di barone, viene insignito di due ordini equestri. Nominato Capitano aiutante maggiore della Guardia Civica, nel 1849 contribuisce alla cacciata dei Gesuiti dalla città.
Dal 1878 è socio ordinario della Regia Deputazione per gli studi di storia patria per le province di Toscana, Marche e Umbria. 
Frequenta per un anno lo Studium Perusinum (l'antica università medievale di Perugia fondata nel 1308 da Papa Clemente V), dove consegue il grado di Baccelliere.
Riceve dal Pepoli l'incarico di Sovrintendente alle scuole di Spoleto che manterrà per circa trent'anni; in questa veste riesce ad ottenere nel 1861 il pareggiamento del liceo Gioviano Pontano. Nel 1894, con l'istituzione del ginnasio come da Regio decreto, il liceo ottiene una distinzione di privilegio a quei tempi concessa a soli tre o quattro istituti in tutta italia, ottiene cioè di raddoppiare la propria titolazione diventando liceo ginnasio Gioviano Pontano-Achille Sansi. Al Sansi si deve, nei primi decenni di vita del liceo, la selezione degli insegnanti e l'ordinamento degli istituti educativi spoletini.

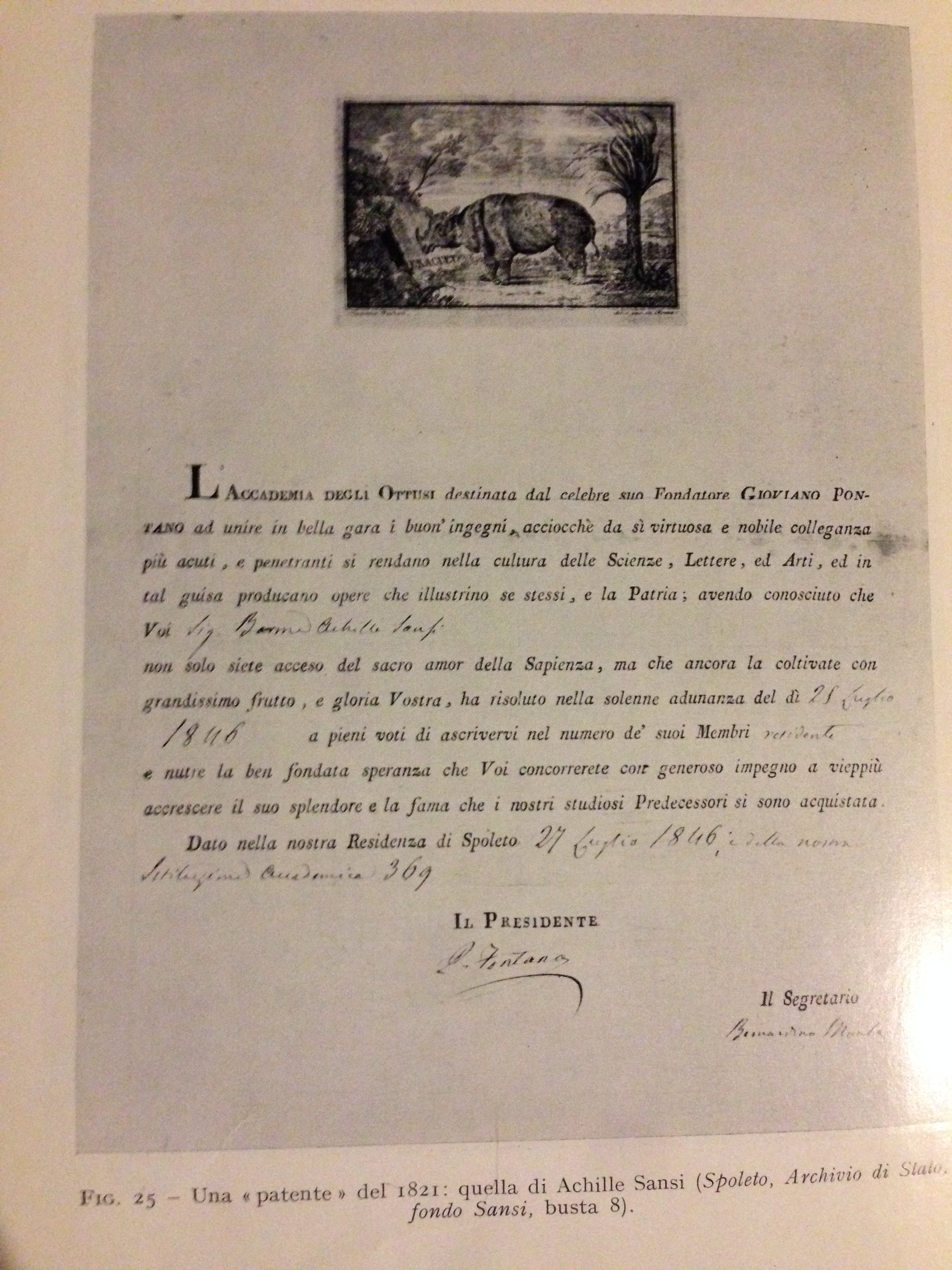
Patente firmata da Pietro Fontana, conferita al Sansi dall'"Accademia degli Ottusi" nel 1846

È membro dell'Accademia delle Belle Arti di Firenze e dal 1853 segretario dell'Accademia degli Ottusi che sotto la guida sua e di Pietro Fontana (2 febbraio 1775 - 31 maggio 1854), si dedica soprattutto a studi agricoli e inaugura la consuetudine dei comizi agricoli, preludi alle moderne cattedre di agricoltura.
Per oltre trent'anni ricopre la carica di consigliere comunale e di commissario per l'ornato, per la statistica e per l'archeologia. A lui si deve il riordino della toponomastica della città di Spoleto e gran parte della denominazione delle vie.
Dopo il decreto Pepoli del 1860 si adopera invano per la salvaguardia di chiese e fabbricati monastici e conventuali, divenuti già "disponibili" nel 1810 dopo la soppressione napoleonica delle corporazioni religiose. Ma una miope amministrazione locale, nonostante le proteste del Sansi unite a quelle di Paolo Campello, procede alla trasformazione e devastazione del migliore patrimonio architettonico della città; esempi ne sono l'ex chiesa dei SS. Simone e Giuda, con annesso convento, e il complesso monumentale dell'Anfiteatro adibiti a caserma, mentre l'ex monastero di sant'Agata sarà per molti anni una casa di reclusione. Riesce almeno a salvare le biblioteche delle corporazioni religiose soppresse, le riordina e le raccoglie: costituiranno il primo nucleo del patrimonio librario della biblioteca comunale di Spoleto.
Nello stesso periodo, dopo aver favorito l'emancipazione delle opere pie dalla dipendenza ecclesiastica, riunisce le memorie storiche ricomponendole e dotandone il civico archivio, futura Sezione di Archivio di Stato di Spoleto. Collabora alla costituzione di un primo nucleo di opere d'arte che andranno a formare una vera e propria raccolta civica, la futura Pinacoteca comunale. All'interno del Palazzo Comunale è esposto un suo ritratto del 1896, olio su tela di Giuseppe Moscatelli.
Vivrà fino alla morte nel secentesco palazzo Leti, acquistato dal padre in via Arco di Druso, denominato poi palazzo Leti-Sansi.

## Opere
Nel 1861 pubblica il primo Saggio di documenti inediti del comune di Spoleto scoperti durante il riordino della biblioteca.

Nel 1869 pubblica Degli edifici e dei frammenti storici delle antiche età di Spoleto.
Nel 1879 vede la luce un altro lavoro, Documenti storici inediti in sussidio allo studio delle memorie umbre pubblicato dall'Accademia spoletina; la raccolta contiene la riedizione da lui curata di opere di illustri spoletini, come la "De rebus gestis atque antiquis monumentis Spoleti" di Severo Minervio, i "Frammenti degli Annali" di Parruccio Zampolini ed il "Commentarium" di Thomae (Tommaso) Martani" quest'ultimo scovato dal Sansi nella biblioteca del conte Campello.
Dal 1879 al 1886, con tre successive pubblicazioni, compie l'opera più ambiziosa: "La storia del comune di Spoleto dal XII secolo al XVII", parte Iª e IIª. Dall'età dei Pelasgi alla Colonia romana, da Faroaldo al dominio della chiesa, il Sansi ricostruisce le glorie della città, con le sue mura, i suoi monumenti, i suoi Duchi.
L'opera completa, composta da sette volumi, è stata pubblicata nel 1972 a cura dell'Accademia spoletina, edita da Volumnia Editrice, in occasione del 150º anniversario della nascita di Achille Sansi; nella stessa circostanza il comune ha organizzato a palazzo Mauri una mostra documentaria dedicata all'illustre concittadino.
L'Associazione Piazza Duomo dà la possibilità di consultare gratuitamente l'intera opera collegandosi a La Storia di Spoleto di Achille Sansi. Il link contiene anche scritti inediti recentemente scoperti, pubblicati nel 2000 con il titolo Memorie di Spoleto. 1846 -1849, e un indice generale dell'intera opera a cura di Michele Spadavecchia.

I volumi sono così titolati:
- Volume I°: Storia del Comune di Spoleto dal sec. XII al sec. XVII, parte I°
- Volume II°: Storia del Comune di Spoleto dal sec. XII al sec. XVII, parte II°
- Volume III°: Storia del Comune di Spoleto, Memorie aggiunte
- Volume IV°: Degli edifici e dei frammenti storici
- Volume V°: I Duchi di Spoleto
- Volume VI°: Saggio di documenti storici
- Volume VII°: cap. a - Minervio, cap. b - Zampolini e Martani, Doc. XIII sec.

All'accusa di avere limitato le proprie ricerche nei confini della città natale così risponde: 
(Achille Sansi)
Gli scritti di Achille Sansi sono tuttora una preziosa fonte per i cultori di storia umbra.

### Edizioni
- Achille Sansi, Biografia del cav. Pietro Fontana, in Annuario dell'Accademia spoletina, 1854.
- Achille Sansi (a cura di), Saggio di documenti storici tratti dall'Archivio del comune di Spoleto (PDF), su web.tiscali.it, Fuligno. Tipografia di Feliciano Campitell, 1861. URL consultato il 25 ottobre 2014.
- Achille Sansi, Degli edifici e dei frammenti storici delle antiche età di Spoleto: notizie corredate di dodici tavole in rame, su books.google.it, Stab. tip. e lit. di P. Sgariglia, Foligno, 1869. URL consultato il 25 ottobre 2014.
- Achille Sansi, I duchi di Spoleto. Appendice al libro degli edifici e dei frammenti storici antichi della medesima città, Foligno, Stab. tip. e lit. di Pietro Sgariglia, 1870.
- Achille Sansi, Documenti storici inediti in sussidio allo studio delle memorie Umbre, Foligno, Stabilimento di P. Sgariglia, 1879.
- Achille Sansi, Storia del Comune di Spoleto dal secolo XII al XVII, vol. I, Foligno, Stabilimento di P. Sgariglia, 1879.
- Achille Sansi, Storia del Comune di Spoleto dal secolo XII al XVII, vol. II, Foligno, Stabilimento di P. Sgariglia, 1884.
- Achille Sansi, Memorie aggiunte alla storia del comune di Spoleto, Foligno, Stab. lit. tipografico P. Sgariglia, 1886.
- Achille Sansi, Memorie di Spoleto. Inediti 1846 - 1849 (PDF), su Michele Spadavecchia (a cura di), web.tiscali.it, 2000. URL consultato il 25 ottobre 2014.